# Artèria coronària esquerra

Artèries coronàries.

L'artèria coronària esquerra (CE) té un tronc comú (TC) originat en l'ostium coronari aòrtic corresponent, tronc que es bifurca a poca distància del seu origen en:
- Artèria descendent anterior esquerra (DA), irriga la cara anterior i lateral del ventricle esquerre i també la paret interventricular per les seves branques septals. Amb les branques diagonals D1 i D2.
- Artèria circumflexa esquerra (CX), irriga la cara posterior del ventricle esquerre. D'aquesta:
  - Artèria circumflexa marginal 1 (OM1)
  - Artèria circumflexa marginal 2 (OM2)